# توکا (بویاکا)
توکا (انگلیسی: Toca, Boyacá) نام شهری در کشور کلمبیا است.